# عود شعري
عود شعري (الاسم العلمي:Aquilaria hirta) هو نوع من النباتات يتبع جنس العود من الفصيلة المثنانية.